# Куп пет нација 1995.
Куп пет нација 1995. (службени назив: 1995 Five Nations Championship) је било 101. издање овог најелитнијег репрезентативног рагби такмичења Старог континента. а 66. издање Купа пет нација. Било је ово последње издање шампионата Северне хемисфере у такозваној аматерској ери рагбија 15.
Турнир је освојила репрезентација Енглеске којој је ово била двадесет прва титула првака Европе у рагбију. "Црвене руже" су освојиле и Гренд слем пошто су победили све ривале.

## Учесници
Напомена:
Северна Ирска и Република Ирска наступају заједно.
|   | Селекција                      | Стадион                             | Селектор       |
| - | ------------------------------ | ----------------------------------- | -------------- |
| 1 | Рагби репрезентација Француске | Парк принчева, Париз (48 718)       | Пјер Бербизиер |
| 2 | Рагби репрезентација Енглеске  | Стадион Твикенам, Лондон (82 000)   | Џек Роуел      |
| 3 | Рагби репрезентација Шкотске   | Стадион Марифилд, Единбург (67 144) | Џим Телфер     |
| 4 | Рагби репрезентација Велса     | Кардиф армс парк, Кардиф (65 000)   | Алан Дејвис    |
| 5 | Рагби репрезентација Ирске     | Ленсдаун роуд, Даблин (48 000)      | Џери Марфи     |

## Такмичење

### Прво коло
Француска - Велс 21-9 (15-6)
Ирска - Енглеска 8-20 (3-5)

### Друго коло
Енглеска - Француска 31-10 (13-3)
Шкотска - Ирска 26-13

### Треће коло
Француска - Шкотска 21-23 (5-13)
Велс - Енглеска 9-23

### Четврто коло
Ирска - Француска 7-25
Шкотска - Велс 26-13

### Пето коло
Енглеска - Шкотска 24-12
Велс - Ирска 12-16

## Табела
|   | Селекција                      | ИГ | Д | Н | И | ПД | ПП | ПР  | Б |  |
| - | ------------------------------ | -- | - | - | - | -- | -- | --- | - |  |
| 1 | Рагби репрезентација Енглеске  | 4  | 4 | 0 | 0 | 98 | 39 | +59 | 8 |  |
| 2 | Рагби репрезентација Шкотске   | 5  | 3 | 0 | 1 | 87 | 71 | +16 | 6 |  |
| 3 | Рагби репрезентација Француске | 4  | 2 | 0 | 2 | 77 | 70 | +7  | 4 |  |
| 4 | Рагби репрезентација Ирске     | 4  | 1 | 0 | 3 | 44 | 83 | -39 | 2 |  |
| 5 | Рагби репрезентација Велса     | 4  | 0 | 0 | 4 | 43 | 86 | -43 | 0 |  |

| Победник Купа пет нација 1995.                                   |
| ---------------------------------------------------------------- |
| Рагби репрезентација Енглеске 21. титула првака Европе у рагбију |

## Индивидуална стастика
Највише поена
- Роб Ендру 53, Енглеска

Највише есеја
- Филип Сент-Андре 4, Француска